# Batalla de Little Muddy Creek
La batalla de Little Muddy Creek fue un enfrentamiento armado entre el Ejército de los Estados Unidos contra las tribus miniconjou y cheyenes del norte durante el 7 y 8 de mayo de 1877. La batalla se libró cerca del arroyo Little Muddy en el Territorio de Montana, cerca de la actual Lame Deer, condado de Rosebud. 

## Batalla
Al ver un campamento de sesenta y un tipis junto al arroyo Little Muddy, el coronel Miles dejó su infantería y se trasladó con la caballería al mando del capitán Edward Ball y la infantería montada al mando del teniente Edward W. Casey. La infantería montada llegó al pueblo de Lame Deer antes del amanecer. La Compañía H del 2.º Regimiento de Caballería bajo el mando del teniente Lovell H. Jerome y la infantería montada bajo el mando de Casey comenzaron la lucha hacia el pueblo. Uno de los exploradores indios del ejército, Hump, alertó a los lakotas y cheyenes de que Miles quería negociar con ellos.
Lame Deer se acercó a Miles acompañado de su sobrino Iron Star y otros dos. Miles le dijo a Lame Deer que bajara su rifle, lo que hizo, pero cargado y mirando hacia adelante. Uno de los exploradores de Miles, intentó agarrar el rifle de Iron Star, éste disparó y la bala atravesó el abrigo de White Bull. Lame Deer recogió su arma en el suelo y la disparó contra Miles, la bala no le alcanzó pero mató un soldado llamado Charles Shrenger. Se produjo el caos. Varios soldados y miniconjou fueron alcanzados por los disparos. Lame Deer fue abatido por una ráfaga de 17 disparos efectuados por soldados de la Compañía L del 2.º de Caballería. Las compañías F, G y L del 2.º de Caballería atacaron entonces el pequeño e indefenso poblado indio, destruyéndolo y capturando unos 450 caballos, matando a la mitad de ellos.